# Konkret poesi
Konkret poesi (af latin: concretum, "det sammenvoksede", "det sansbare") er en retning indenfor lyrikken, hvor det typografiske arrangement er lige så vigtig for helhedsoplevelsen af digtet som de lydlige effekter og ordenes betydningsindhold.
Termen blev lanceret i 1950'erne. I Brasilien dannede der sig en gruppe af poeter, som i 1958 publicerede et "manifest for en konkret poesi", med Augusto de Campos som en af forgrundsfigurerne. Hovedbudskabet i manifestet er at gøre ordene til en del af et visuelt værk, og dermed give dem et eget liv, som frigør dem fra det at blot være meningsbærere.
Selv om termen er ny, er ideen om at anvende typografi for at give et digt ekstra mening gammel. Mest kendt er den franske poet Guillaume Apollinaires Calligrammes fra begyndelsen af 1900-tallet, som fik følgeskab af flere andre dadaister. Senere har digtere som E. E. Cummings og Ezra Pound eksperimenteret med typografien. Velkendt er også musens fortælling (eng. tale) i Alice i eventyrland, som er formet som en hale (eng. tail).
En anden form for konkretisme er den som lægger afgørende vægt på digtets auditive (lydlige) side. Dette er digte, som primært skal høres. En pioner indenfor denne form for poesi var den tyske dadaist Kurt Schwitters, som tidligt i det 20. århundrede fremførte sine nonsensdigte med ekstrem stemmebrug, og som også eksperimenterede med nye optageteknikker.
Kinetisk poesi er en udvikling af konkretisme, som udnytter elektroniske medier. Poetikon.no er et websted af norske Morten Skogly med eksempler på kinetisk poesi, hvor ord og bogstaver er animerede. Afsnit P har danske og nordiske eksempler på og omtaler af kinetisk poesi. Det visuelle er ofte vigtigt i elektronisk litteratur.
Konkret poesi kan også mere alment stå for en type poesi, der domineres af konkrete billeder og ikke af abstrakte begreber.
Konkret poesi er med andre ord en retning indenfor den moderne poesi, som op blomstrede i 1960’erne. Digterne begyndte at lege med formen på digtene og de tillægger skrift- el. lydbilledet en selvstændig værdi, hvilket betyder at digtets ord bliver inddraget som konkret materiale, og det handler derfor ikke kun om ordenes betydning i traditionel forstand, men det er lige så vigtigt at ordene passer ind i digtets form.